# Билингва из Сайоне
Билингва из Сайоне (TLE 930, ET Ar 1.3) — латинско-этрусская двуязычная надпись на погребальной урне, датируемая второй половиной I века до нашей эры.

## Урна
Погребальная урна (по другим данным — оссуарий) сделана из травертина и датируется второй половиной I века до н. э., или, более точно, примерно 10 годом до нашей эры.
Урна была найдена в 1954 году вместе с погребальным инвентарём в пригороде современного Ареццо (Сайоне) на территории древнего некрополя, использовавшегося с эллинистического периода до периода поздней империи. В том же году был опубликован текст надписи.
Находится в Государственном археологическом музее Гая Цильния Мецената.

## Надпись
Надпись сделана в четыре строки, две на латинском и две на этрусском:
- Cn(aeus). Laberius. A(uli). f(ilius).
- Pom(ptina).
- a(ule). haprni. a(uleś)
- aχratinalisa[5]

Обе части надписи, как латинская, так и этрусская, являются именами. Так как внутри урны были обнаружены останки только одного человека, считается, что оба имени, несмотря на существенные различия, принадлежат ему.
Pomptina — латинское родовое имя, в этрусской части надписи у него нет соответствия. Aule — этрусское личное имя, Auleś — то же самое имя, обозначающее имя отца. Aχratinalisa — имя матери, не имеющее соответствия в латинском имени. Таким образом, единственная часть, которая одинакова у обоих имён — имя отца. Так как принадлежность обоих имён одному и тому же человеку в данном случае несомненна, данная билингва позволила установить, что между латинским и этрусским именем одного человека не обязательно присутствует прямое соответствие. Это, в свою очередь, способствовало правильной трактовке других двуязычных надписей, где принадлежность имён одному человеку неочевидна.